# Fourche
Fourche es un pueblo ubicado en el condado de Perry en el estado estadounidense de Arkansas. En el Censo de 2010 tenía una población de 59 habitantes y una densidad poblacional de 128,7 personas por km².

## Geografía
Fourche se encuentra ubicado en las coordenadas 34°59′35″N 92°37′8″O / 34.99306, -92.61889. Según la Oficina del Censo de los Estados Unidos, Fourche tiene una superficie total de 0.46 km², de la cual 0.46 km² corresponden a tierra firme y (0%) 0 km² es agua.

## Demografía
Según el censo de 2010, había 59 personas residiendo en Fourche. La densidad de población era de 128,7 hab./km². De los 59 habitantes, Fourche estaba compuesto por el 94.92% blancos y el 5.08% eran afroamericanos.